# Кубок Вірменії з футболу 2004
Кубок Вірменії з футболу 2004 — 13-й розіграш кубкового футбольного турніру у Вірменії. Володарем кубка втретє став Пюнік.

## Попередній раунд
Матч відбувся 10 березня 2004 року.
| Команда 1             | Рахунок | Команда 2         |
| --------------------- | ------- | ----------------- |
| Арарат                | 1:0     | Лернаїн Арцах (2) |
| Зеніт (Чаренцаван)(2) | 2:0     | Лорі (2)          |

## Перший раунд
Перші матчі відбулися 14-15 березня, а матчі-відповіді — 18-19 березня 2004 року.
| Команда 1    | Заг.            | Команда 2              | 1-й матч | 2-й матч |
| ------------ | --------------- | ---------------------- | -------- | -------- |
| Пюнік-2 (2)  | 0:8             | Пюнік                  | 0:3      | 0:5      |
| Кілікія      | 10:0            | Динамо (Єреван) (2)    | 10:0     | -:-      |
| Аракс (2)    | 6:5             | Зеніт (Чаренцаван) (2) | 2:1      | 4:4      |
| Міка         | 11:0            | Бананц-2 (2)           | 8:0      | 3:0      |
| Бананц       | 3:1             | Вагаршапат (2)         | 2:0      | 1:1      |
| Міка-2 (2)   | 1:4             | Котайк                 | 0:2      | 1:2      |
| Динамо-Зеніт | 1:1 дч пен. 3:4 | Арарат                 | 0:1      | 1:0      |
| Ширак        | 5:0             | Локомотив (Єреван) (2) | 2:0      | 3:0      |

## Чвертьфінали
Перші матчі відбулися 22 березня, а матчі-відповіді — 26 березня 2004 року.
| Команда 1 | Заг. | Команда 2 | 1-й матч | 2-й матч |
| --------- | ---- | --------- | -------- | -------- |
| Кілікія   | 0:8  | Пюнік     | 0:1      | 0:7      |
| Міка      | 6:0  | Аракс (2) | 3:0      | 3:0      |
| Котайк    | 2:5  | Бананц    | 1:2      | 1:3      |
| Ширак     | 3:2  | Арарат    | 3:0      | 0:2      |

## Півфінали
Перші матчі відбулися 3 квітня, а матчі-відповіді — 21 квітня 2004 року.
| Команда 1 | Заг.            | Команда 2 | 1-й матч | 2-й матч |
| --------- | --------------- | --------- | -------- | -------- |
| Пюнік     | 0:0 дч пен. 4:2 | Міка      | 0:0      | 0:0      |
| Ширак     | 2:3             | Бананц    | 2:0      | 0:3      |

## Фінал
| 9 травня 2004 |

| Пюнік | 0:0 дч | Бананц |
| ----- | ------ | ------ |
|       |        |        |

| Республіканський стадіон імені Вазгена Саркісяна, Єреван Глядачів: 10 000 Арбітр: Карен Налбандян |

|                                                                                     |     | Пенальті                                                                             |  |
| Манучарян · Зечу · Н'Думбук · Г.Оганесян · Пачаджян · Тадевосян · Ломбе · А.Мкртчян | 6:5 | Григорян · Дженебян · Іскоянц · Арутюнян · Демірчян · Подгайний · Симонян · Аракелян |  |